# Fiat 410
Il Fiat 410 è un autobus prodotto dal 1960 al 1973.

## Progetto
Il 410 fu lanciato nel 1960 e rappresenta una vera rivoluzione nel panorama del trasporto pubblico perché è il primo modello di autobus urbano, con un telaio appositamente progettato per questo uso e non più derivato da quello di un camion. Il suo motore è posizionato al centro del veicolo, piatto.
Quasi tutte le città d'Italia infatti stavano conoscendo una notevole espansione ed era necessario pertanto adattare e potenziare i servizi di trasporto pubblico. Questo fattore, unito all'aumento dei costi per l'energia elettrica (nonché a certe scelte politiche locali e nazionali) spinse molte aziende a sostituire progressivamente le linee tramviarie e filoviarie con linee di autobus, mezzo decisamente più versatile ed economico.  In questo contesto era pertanto necessario un mezzo di concezione più moderna. 
Nasce per un utilizzo molto versatile in tutte le principali città d'Italia, per il trasporto di massa nei centri urbani, soprattutto per ospitare i Giochi Olimpici di Roma nel 1960.

## Versioni
La serie Fiat 410, oltre alla versione di fabbrica con carrozzeria "CANSA" o "Cameri" (dal nome dello stabilimento in cui il veicolo veniva prodotto), era allestita anche da altri carrozzieri specializzati quali OM, Menarini, Piaggio, Portesi, Pistoiesi, Breda CF e altri ancora.
La prima versione del 1960 aveva un parabrezza "a sperone", come da canoni estetici tipici dell'epoca. Rimarrà in produzione fino al 1968, quando comparirà la seconda serie 410 A.
Ecco un riepilogo delle versioni prodotte:

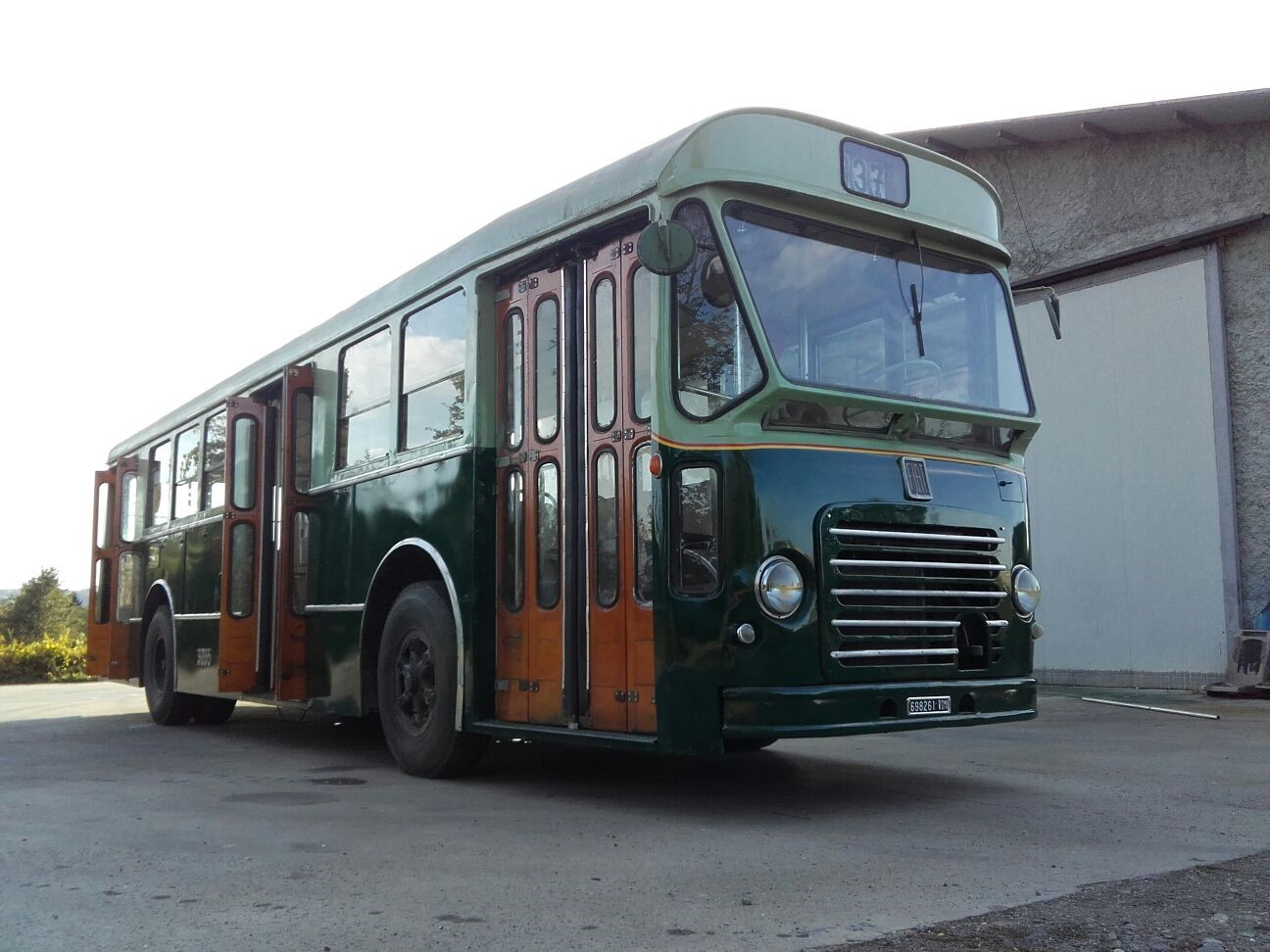
Fiat 410 (ex ATAC) di costruzione CANSA

- Fiat 410 A Cameri
- Fiat 410 A Pistoiesi

## Diffusione

### Italia
Nel nostro paese il Fiat 410, assieme al Fiat 409, fu il principale modello di autobus che in molte città ebbe il compito (ingrato) di sostituire molti collegamenti urbani in precedenza svolti dalle filovie o dalle tramvie.
L'ATAC aveva la più grande flotta di Fiat 410. Nel 1972 contava più di 1.000 unità. L'ultimo autobus è stato ritirato dal servizio nel 1995.
Una variante a due piani fu prodotta dalla Fiat V.I., in collaborazione con l'azienda Aerfer di Napoli, specializzata nella costruzione di fusoliere aeronautiche: la Fiat 412.

### Belgio
Il costruttore belga Van Hool, che aveva già costruito un gran numero di autobus su telaio Fiat, con motore Fiat, produceva 105 autobus su telaio Fiat 410 per la STIL (Société des Transports Intercommunaux de Liège). Sono stati consegnati dal 1969 al 1971 e sono rimasti in servizio fino al 1982-83. Esternamente, la loro carrozzeria era quasi identica a quella della STIL Brossel BL55 e A99.
Nonostante i vantaggi di questo tipo di telaio, altre città belghe hanno continuato a ordinare autobus su telai più convenzionali (in particolare Van Hool Fiat 409).

### Africa
Molti veicoli usati furono  esportati anche in Africa che circolavano ancora nel 2000.